# Petunia atkinsiana
Petunia atkinsiana är en potatisväxtart som beskrevs av David Don och Loud. Petunia atkinsiana ingår i släktet petunior, och familjen potatisväxter. Inga underarter finns listade i Catalogue of Life.